# Гобустан (заповедник)
Гобустан (азерб. Qobustan), или Гобустанский государственный историко-художественный заповедник (азерб. Qobustan dövlət tarixi-bədii qoruğu) — археологический заповедник в Азербайджане, к югу от Баку, на территории Карадагского и Апшеронского районов, представляющий собой равнину, расположенную между юго-восточным склоном Большого Кавказского хребта и Каспийским морем, и частью которой является культурный пейзаж наскальных рисунков, расположенный на территории 537 гектаров.
Памятники Гобустана делятся на две группы: 1) наскальные изображения и 2) древние стоянки и другие объекты. В горах Гобустана под названиями Беюкдаш, Кичикдаш, Джингирдаг, Шонгардаг и Шихгая сосредоточены свидетельства о жителях региона эпохи каменного века и последующих периодов — наскальные изображения, стоянка человека, надгробные памятники и др. Здесь находятся также остатки большого доисторического кромлеха, которые отчётливо прослеживаются. Рисунки были найдены на трёх участках скалистого плато, а обнаруженные здесь же некогда обитаемые пещеры, следы поселений и усыпальницы указывают на густую заселённость этой территории в период между верхним палеолитом и средневековьем.
В Гобустане также охраняются два гавалдаша — древнейших ударных музыкальных инструментов-идеофонов естественного происхождения. Один из гавалдашей находится у северного подножья горы Чингирдаг, другой — на горе Беюкдаш.
В 2007 году культурный ландшафт наскальных рисунков Гобустана был включён в список памятников Мирового культурного наследия ЮНЕСКО.

## Этимология
Название «Гобустан» означает «край оврагов» (от гобу — впадина, овраг, колодец, стан — край, земля, сторона).

## История и исследования памятников
Утверждается, что о гобустанских петроглифах русские учёные знали ещё в 1840 годах. В архивах Петербургской Академии наук даже было 3-4 отчёта по этой теме. Английскими инженерами-нефтяниками приглашались в эти места профессора из Оксфордского университета и их спутники. У входа в главную пещеру имеется русскоязычная надпись 1905 года, которая гласит, что в этих местах побывал некий Крузе.
Но первые археологические раскопки на территории заповедника начались в 1930-х годах. В 1939—1940 годах азербайджанский археолог Исхак Джафарзаде обнаружил здесь около 3500 наскальных изображений, рисунков и знаков, а также рукотворных ям, отверстий в скалах и пр.
С 1965 года изучением памятников Гобустана занималась специальная научная экспедиция во главе с Дж. Рустамовым и Ф. Мурадовой.
Экспедиция провела археологические исследования более 20 жилищ и убежищ, более 40 курганных захоронений, обнаружила и зарегистрировала до 300 новых наскальных изображений.
Постановлением Совета Министров Азербайджанской ССР № 503 от 9 сентября 1966 года Гобустан был объявлен заповедником.

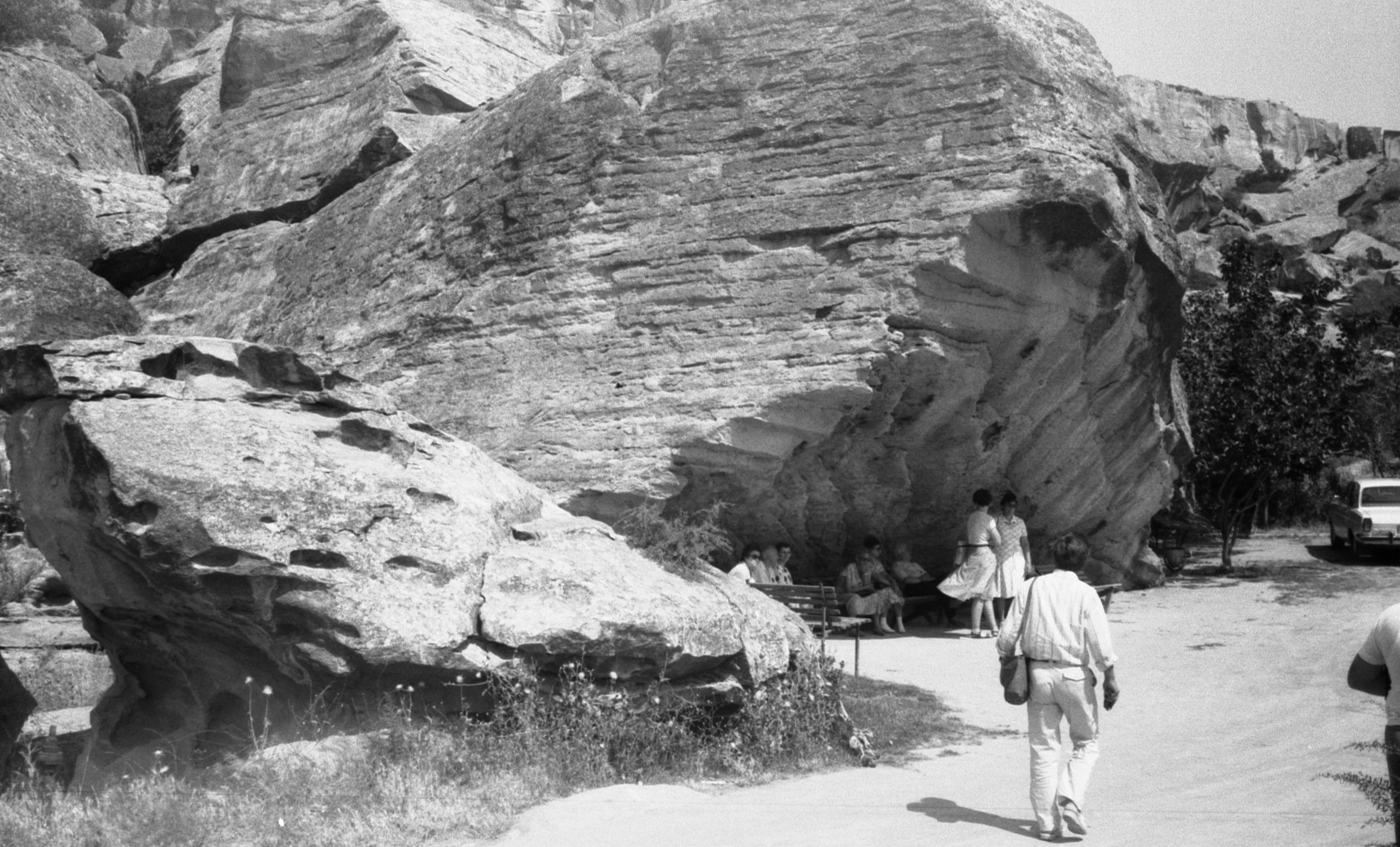
Посетители в заповеднике в 1987 году

Известный норвежский исследователь и путешественник Тур Хейердал впервые посетил Гобустан в 1981 году и исследовал имеющиеся здесь петроглифы. В 1994 году он второй раз посетил Гобустан.

### Включение в список Всемирного наследия
Учитывая значение заповедника для всего мира, правительство Азербайджана для включения его в список объектов Всемирного наследия в 2002 году предоставило необходимые документы ЮНЕСКО. С этой целью в 2006 году был подготовлен и предоставлен ЮНЕСКО план управления и работа по номинации Гобустана. В этот период при поддержке фонда Гейдара Алиева и по инициативе Мехрибан Алиевой в заповедник был приглашён главный директор ЮНЕСКО Коитиро Мацуура. Он был ознакомлен с памятниками Гобустана, а эксперты ЮНЕСКО и ИКОМОС поддержали план Министерства Культуры и Туризма Азербайджана и оценили заповедник.
В проходившей с 23 июня по 2 июля 2007 года в новозеландском городе Крайстчерч 31-й сессии комитета Всемирного наследия ЮНЕСКО культурный пейзаж наскальных рисунков Гобустана был включён в список объектов Всемирного наследия.

## География
Территория заповедника в 3096 га представляет собой обширную низкогорную территорию между юго-восточными отрогами Большого Кавказа и Каспийским морем. Она пересечена оврагами и сухими долинами. С севера Гобустан ограничен южным продолжением Главного Кавказского хребта, на западе долиной реки Пирсаатчай, на юге горами Мишовдаг и Харами, а на востоке берегами Каспийского моря и Апшеронским полуостровом. Протяжённость с севера на юг — 100 км, с запада на восток — до 80 км.
Здесь находятся крупнейшие на Кавказе грязевые вулканы. Основной рекой является Джейранкечмез. На горе Беюкдаш имеются также родники и колодцы, питаемые подземными водами известняковых отложений и атмосферными осадками. Климат в пределах заповедника сухой субтропический, с относительно мягкой зимой и жарким летом. Наблюдаются кратковременные весенние и осенние дожди, после которых оживляется растительный и животный мир.
|  |  |  |
|  |  |  |

### Флора и фауна
Растительный мир Гобустана типичен для растительности пустынь и полупустынь. Она состоит из трав и кустарников, полыни и аналогичных многолетних растений. Среди кучи камней и скал встречается шиповник, карликовая вишня, жимолость, можжевельник, дикие груши, дикий рис, дикий гранат, виноград и некоторые другие виды деревьев и кустарников.
За последние десятки лет фауна Гобустана сильно обеднела. Естественными обитателями Гобустана теперь являются редко встречающиеся лисицы, шакалы, волки, зайцы и дикие кошки, горные куропатки, дикие голуби, жаворонки, наряду с многочисленными змеями и ящерицами.
|                             |                                              | Mimicry 5        |
| Ящерица на скалах Гобустана | Знак в заповеднике, предостерегающий от змей | Кавказская агама |

## Наскальные рисунки
В Гобустане насчитывается около 6000 рисунков, которые создавались со времен мезолита и по средние века. Но периодом расцвета первобытного искусства на территории современного Азербайджана считается эпоха бронзы (IV—II тысячелетия до н. э.), когда наиболее полное выражение получили многовековой жизненный опыт древних племён, их культово-религиозные и эстетические взгляды. Петроглифы выбиты и нацарапаны на скалах. Они были найдены на трёх участках скалистого плато. Их можно увидеть на территории нескольких соседствующих гор. Это гора Беюк-даш — Большой Камень и Кичик-даш — Маленький Камень. Есть они и вокруг полукруглой, самой большой горы — Кянизадаг — грязевого вулкана.
Рисунки встречаются преимущественно в пещерах и на обломках скал. Утверждается, что рисунки раньше подкрашивались зубным порошком, чтобы было очевидней, но в настоящий момент это перестали делать. Среди рисунков можно встретить сцены охоты, ритуального танца, земледелия, изображены различные животные, лодки и разные символические знаки.
В период бронзы размеры наскальных рисунков Гобустана продолжали уменьшаться. Но в отдельных случаях всё ещё сохранялась прежняя реалистическая манера передачи фигур животных. Силуэтные рисунки людей в этот период начинали заменяться линейными.

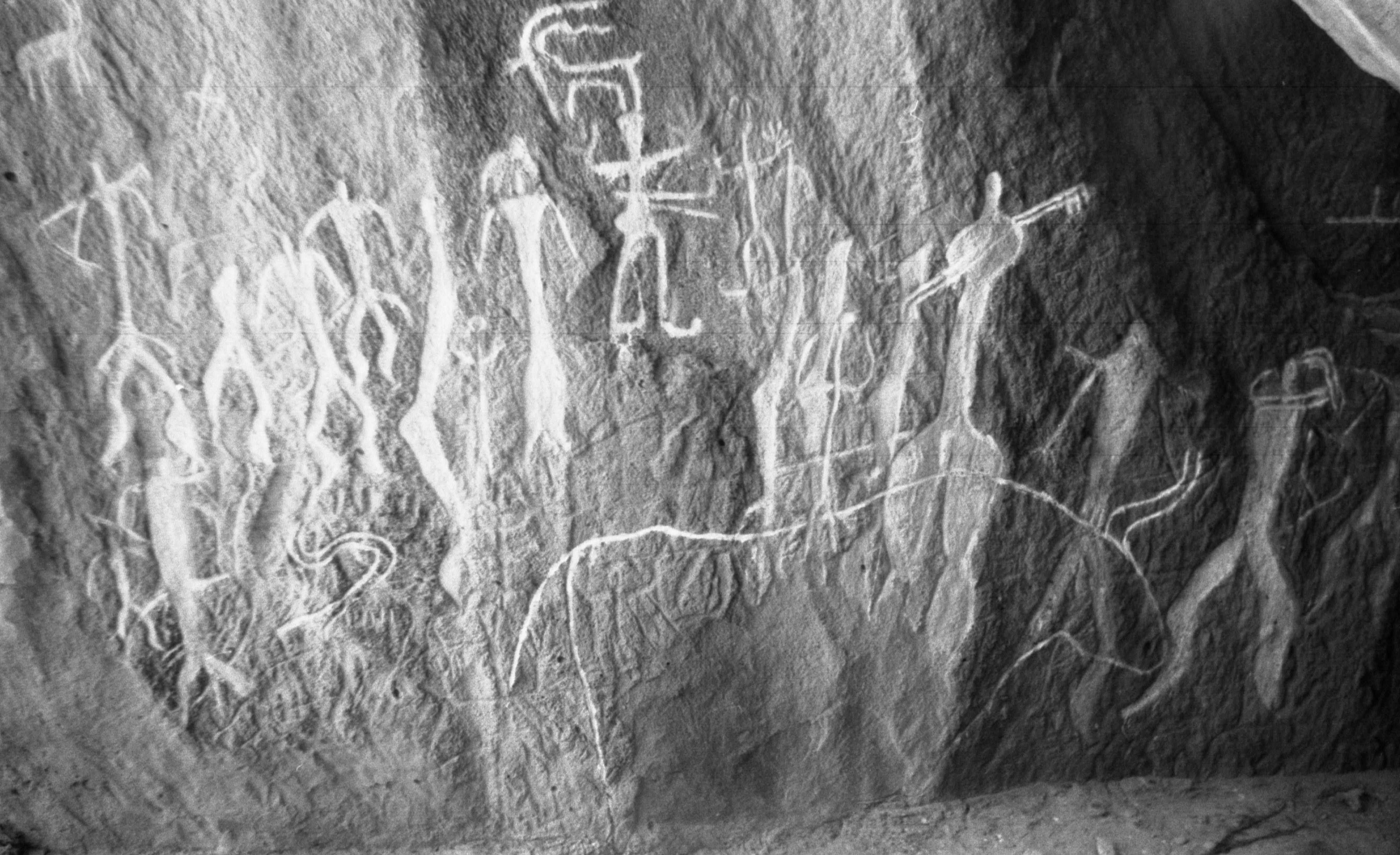
Изображения группы людей и животных

Для Гобустана характерны как мужские, так и женские изображения. Мужчины на рисунках изображены в охотничьем обличии с луками и стрелами. Они высокого роста, со стройными телами, опоясанными ремнями, с развитой мускулатурой. Контуры мужских фигур, характерные для
эпохи бронзы в Гобустане имеются на скале Беюкдаш и носят схематично линейный характер. Все мужские фигуры переданы в анфас в позе ритуального танца и в движении. Присутствует сцена схватки, где каждый из борющихся держит в одной руке оружие — палку или нож. Привлекает внимание групповой ритуально-обрядовый танец, очень напоминающий танец «яллы», с участием группы лиц, стоящих в два ряда. Эти сцены, высеченные на Беюкдаше, датируются III—II тысячелетиями до н. э.
Женщины на камнях изображены и как матроны, оплоты матриархата — плотные, толстые женщины, считающимися символами плодородия, и как женщины-воины. Так, в пещере «Семи красавиц» можно увидеть изображения женщин с тонкой талией, крепкими ногами и луками за спиной.

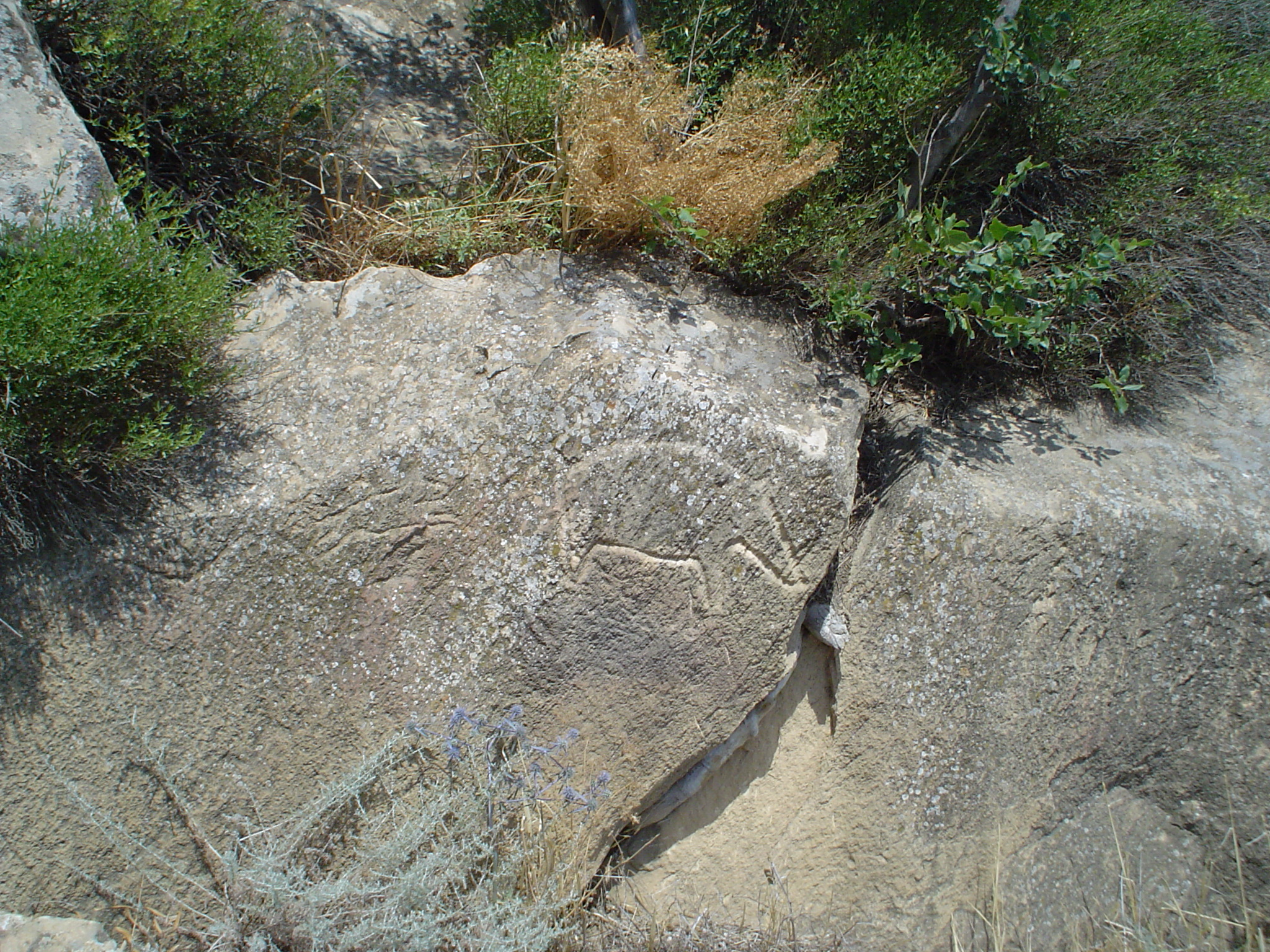
Сцена охоты. Пёс преследует кабана

На наскальных изображениях Гобустана можно наблюдать рисунки животных, обитавших здесь в период последних 25 тысяч лет — джейранов, диких коз, оленей, диких свиней, лошадей, львов и т. д. На скалах также встречаются изображения птиц, рыб, змей, ящериц и различных насекомых. Изображены как дикие так и одомашненные животные. Некоторые рисунки, например, свидетельствуют и о прирученных собаках, чьи кости также обнаружены археологами у каменных становищ. Есть, например, сцена охоты, в котором доисторический пёс преследует кабана.
Обилие изображений эпохи бронзы в Гобустане показывает, что в период складывания
скотоводческо-земледельческого хозяйства этот регион сохранял своё значение и с точки зрения
охоты. Охота занимала всё ещё значительное место в хозяйстве оседлого населения Гобустана. Люди были как пешими, так и конными охотниками, они были вооружены луками и стрелами, копьями, трезубцами, арканами. Все это нашло отражение в наскальных рисунках.

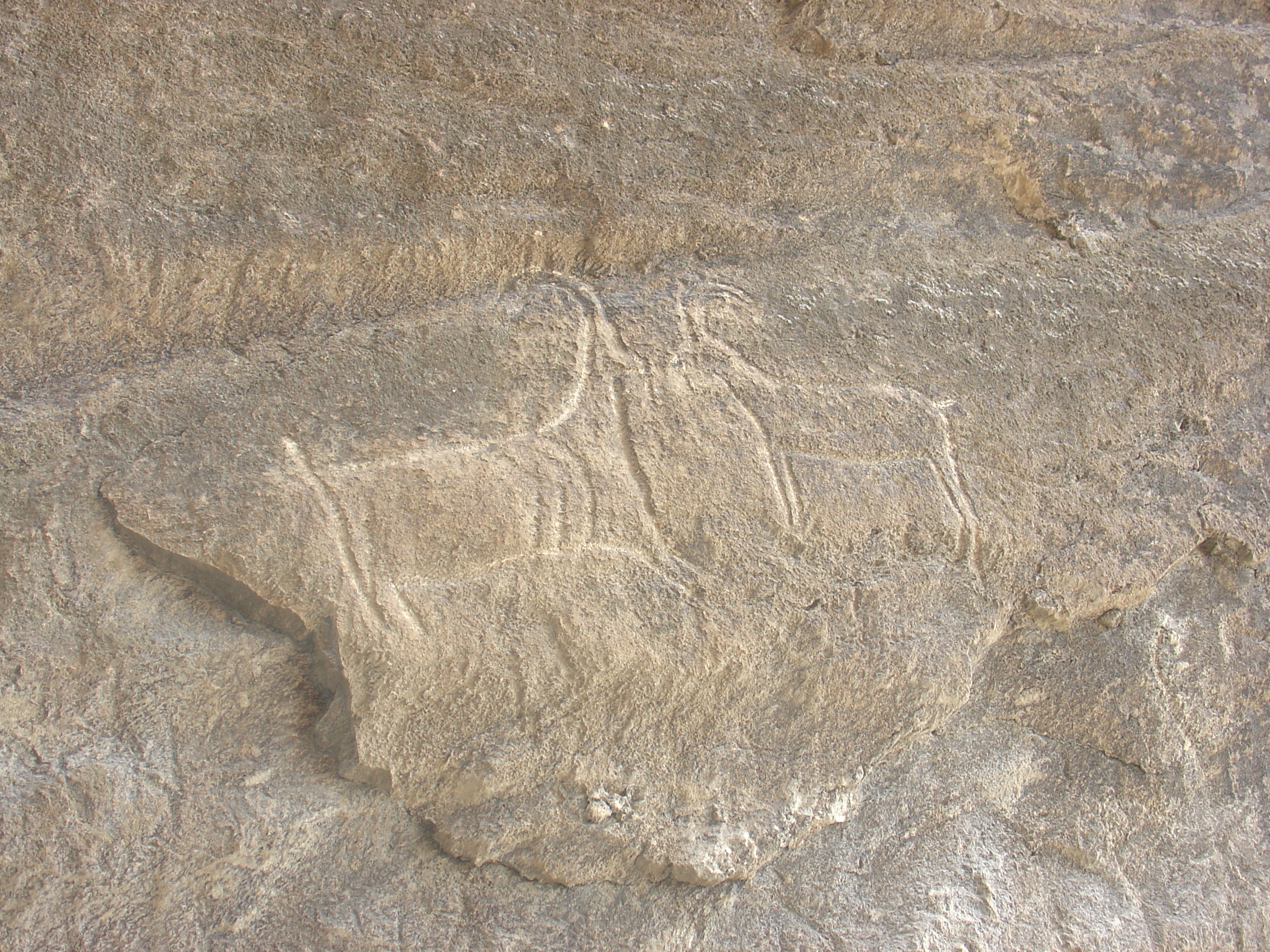
Изображения козлов. III—II тысячелетий до н. э.

На скалах Язылытепе и Беюкдаш высечены сцены конной охоты на антилоп, оленей, коз. Эти рисунки относятся к рубежу III—II
тысячелетий до н. э. и началу II тысячелетия до н. э.
Средствами охоты были трезубцы, копья, арканы и
другое оружие. Сцены конной и пешей охоты, фигуры пронзенных копьем животных, изображенные
во множестве на скалах Гобустана, позволяют предположить, что первобытные охотники совершали в
пещерах магические ритуалы — танцы и заклинания. Считается, что они верили, что заколдованное таким образом животное само позволит убить себя.
Среди гобустанских наскальных изображений Язылытепе и Беюкдаше ясно видны выточенные контуры оленей, которые датируются рубежом III—II тысячелетий до н. э. В изобразительном искусстве Гобустана эпохи
бронзы наиболее распространены рисунки безоаровых козлов, которых изображали как отдельно, так и парно и группами, в различных позах, стоящими или бегущими. Таких рисунков, датируемых рубежом III—II тысячелетий до н. э. обнаружено на Язылытепе и Беюкдаше множество.

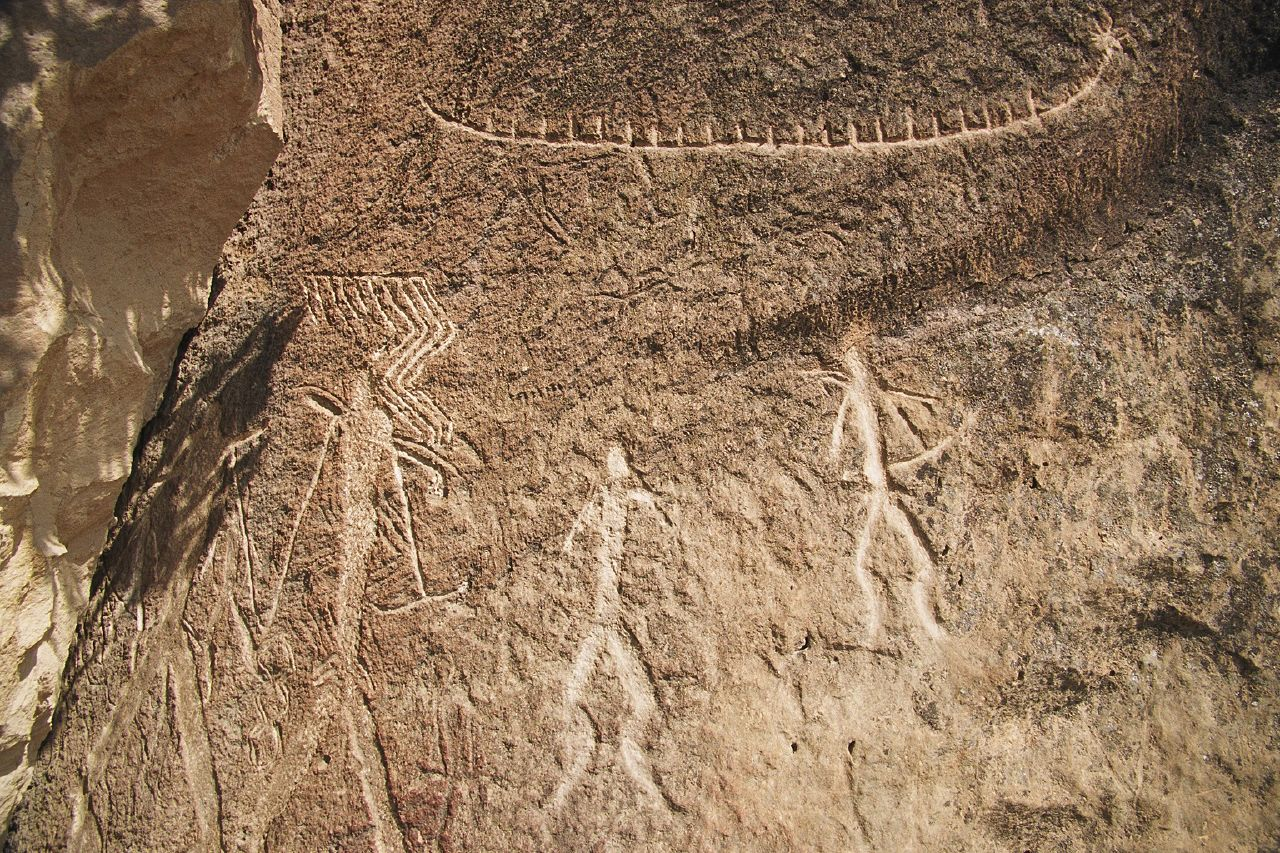
Изображение лодки с солнцем в носовой части и людей. Зигзаги обозначают дождь и облака.

На нижней террасе горы Беюкдаш встречаются рисунки лодок различных типов — плоскодонных, глубокодонных, с неводом,
а также тростниковых лодок (пироги) с солнцем в носовой части. Существует также мнение, что «солнечная лодка» предназначеня для переноса душ умерших в иной мир. В лодках схематично изображены люди, большинство их с луками, перекинутыми наискосок через плечо.
Известный норвежский исследователь и путешественник Тур Хейердал обратил на рисунки лодок в Гобустане особое внимание. По его словам, гобустанские лодки с выгнутым дном, вероятно, камышовые, не имеют аналогов в мире. Тур Хейердал на основе сопоставления норвежских петроглифов с гобустанскими сделал вывод, что они выведены «одной рукой, но в разное время». В результате своих исследований Тур Хейердал пришёл к выводу, что предки скандинавов происходят из территории Азербайджана. Но эта теория была встречена с сомнениями.
Утверждается, что в эпоху бронзы среди племён, населявших территорию Азербайджана был широко распространен культ солнца, что отражено и в петроглифах Гобустана. Солярные знаки здесь выгравированы в виде круга с лучами или перекрестием. С солярной мифологией связывают и датируемые II тысячелетием до н. э. рисунки лодок с сияющим солнечным диском на носу.

## Римская надпись

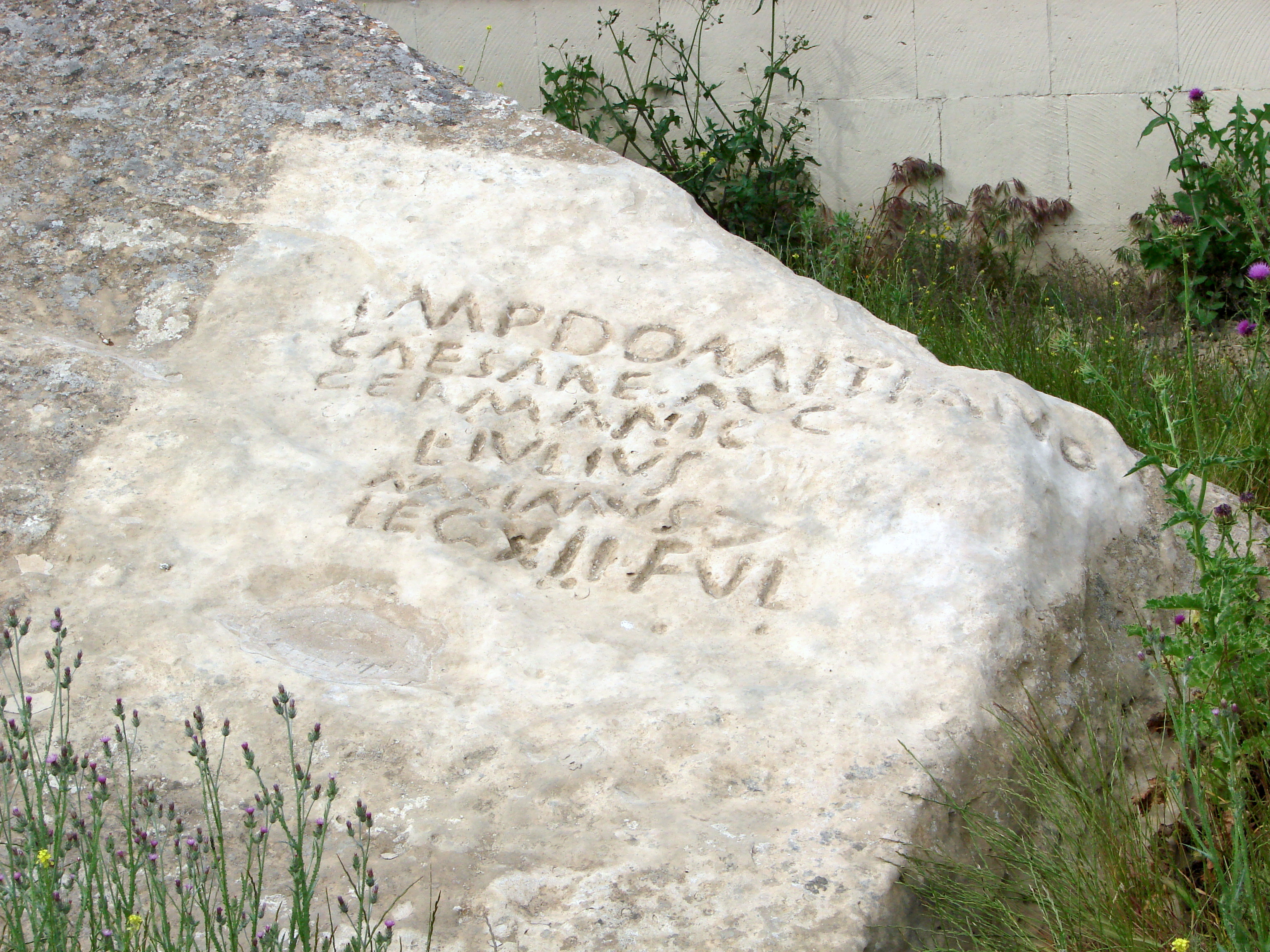
Надпись конца I века н. э., свидетельствующая о пребывании XII Молниеносного легиона

На территории заповедника у подножья горы Беюк-даш есть каменная плита с латинской надписью, относящейся к I веку н. э., между 84 и 96 годами, оставленный римским легионом императора Домициана с прозвищем «Фульмината» (молниеносный), который зафиксировал пребывание XII Молниеносного легиона в I веке нашей эры. Так, В 75 году Домициан послал легион на помощь союзным царствам Иберии и Албании на Кавказ. Таким образом, легион считается самым далеко зашедшим на восток от Рима легионом. 
В июне 1948 г. руководитель археологической экспедиции Института истории им. А. Бакиханова Академии наук Азербайджанской ССР И. М. Джафарзаде обнаружил у юго-восточной части горы Беюк-Даш («Большой камень») на поверхности большой каменной глыбы латинскую надпись:
IMP(ERATORE) DOMITIANO

CAESARE AVG(VSTO)

GERMANIC(O)

L(VCIVS) IVLIVS

MAXIMVS CENTVRIO

LEG(IONIS) XII FVL(MINATAE)

(перевод: «При имп(ераторе) Домициане цезаре Авг(усте) Германск(ом) Л(уций) Юлий Максим, центурион XII Гром(обойного) лег(иона)»).
Находка получила широкую известность и неоднократно интерпретировалась специалистами по латинской эпиграфике, истории древнего Рима и Закавказья. Интерес к этой надписи во многом связан с её уникальностью и загадочностью. Во-первых, это самая восточная из всех известных латинских надписей. Во-вторых, это единственная латинская надпись, найденная на территории древней Кавказской Албании. Самые близкие к ней латинские надписи найдены на территории Армении, примерно в 300—400 км к западу от Гобустана. Большинством специалистов наличие этой надписи расценивается как бесспорное доказательство пребывания римских войск в восточной части Закавказья в конце I в. н. э. Изредка встречается и другая точка зрения: надпись свидетельствует о выполнении римским центурионом какого-либо поручения разведывательного или дипломатического характера, то есть о миссии (возможно, секретной) отдельного лица.
О пребывании римских войск на Апшероне в I веке, возможно, говорит название селения Рамана. Дислокация римских войск в Гобустане указывает на наличие вблизи крупного населённого пункта или города, которым мог быть в это время Баку и куда, вероятно, направлялись римские войска.
В Чингирдаге имеется ещё одна наскальная надпись, относящаяся к XIV веку. Эта надпись на персидском языке гласит: «Имад Шаки пришёл, помолился и ушёл». Благодаря этой надписи учёные считают, что на данной территории в XIV веке было святилище.

## Гавалдаш

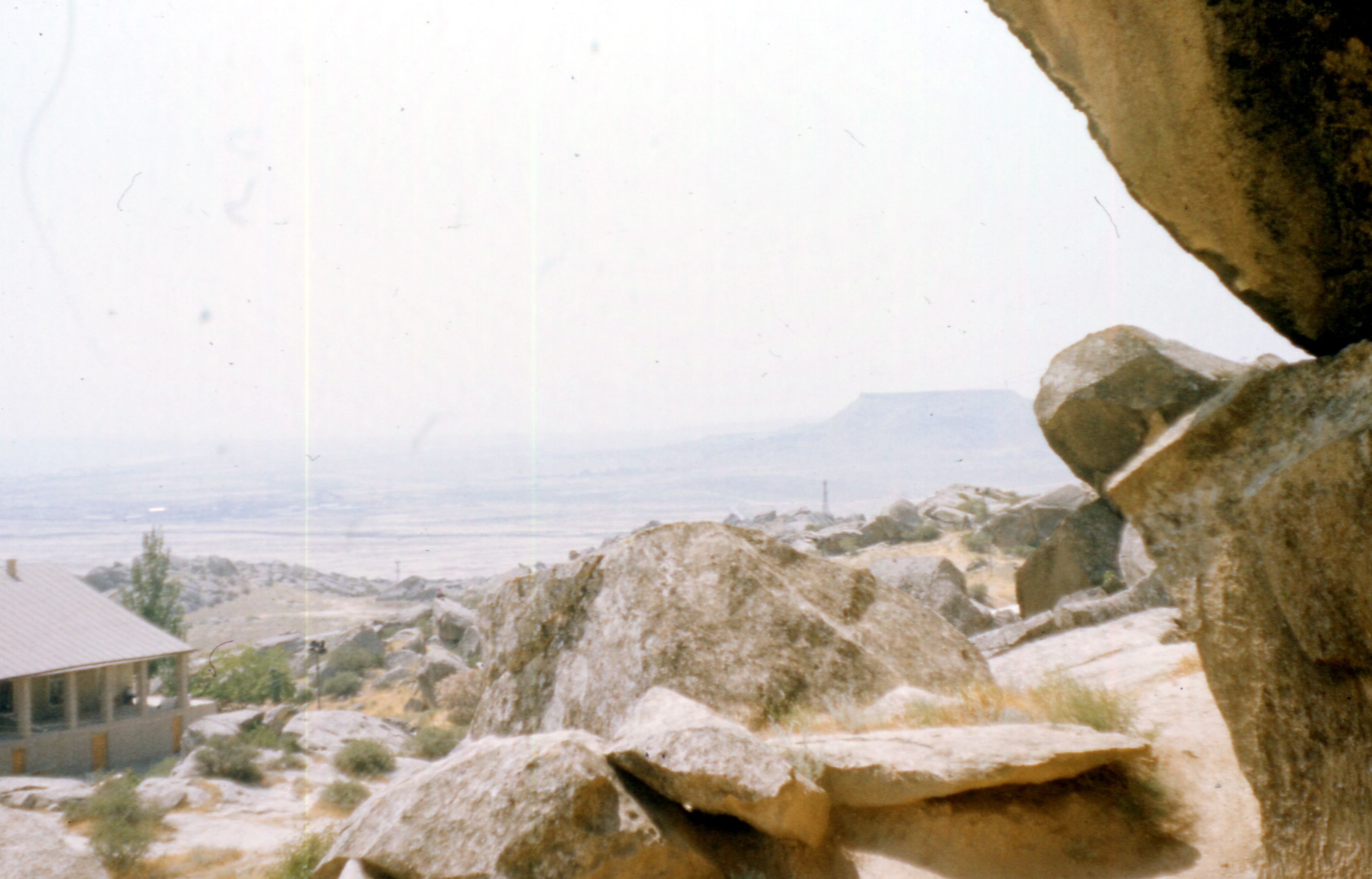
Гавалдаш, представляющий собой установленную плашмя огромную плиту

Гавалдаш (от тюркских слов — «гавал» и «даш» — камень) — это оригинальный камень-бубен, представляющий собой установленную плашмя огромную плиту. Из неё постукиванием можно извлечь ритмически чёткие мотивы. Звук гавалдаша схож со звонким звуком гавала. В Гобустане имеются 2 гавалдаша: у северного подножья горы Чингирдаг и на горе Беюкдаш. Считается, что гавалдаш известен людям начиная с верхнего палеолита, и что гавалдашами пользовались охотники и скотоводы, жившие
на этой территории.
Гавалдаш состоит из ракушечного известняка и представляет собой плоский кусок известняка. Он опирается на скалу только в двух местах и стоит словно на воздушной подушке. Гавалдаш издаёт различные звуки в разных местах в зависимости от плотности раковин в составе известняка. Причиной этого различия звуков является пустота и пористость раковин. Древние люди искали камни, которые издают громкий звук, постукивая по ним маленьким камнем, и получали самые различные звуки. Гавалдаш озвучивается путём постукивания по нему маленькими камнями. В результате извлекаются звуки разных тональностей и резонансов.
Существует мнение, что стражи племён во время нападений диких зверей или в других опасных ситуациях пользовались этим инструментом. Также считается, что так древние люди впервые и узнали о гавалдаше и стали пользоваться им. В пользу этой версии говорит и то, что гавалдаш находится вдали от жилья, и его звук разносится на 2-3 километра. Считается, что этими звуками сопровождались ритуальные пляски и обряды. Также считается, что гавалдаш служил неким символом единства, поскольку древние люди проводили возле него религиозные и праздничные обряды, устраивали собрания.

## Тюрьма
На территории государственного Гобустанского заповедника расположена Гобустанская закрытая тюрьма для особо опасных преступников. По требованию ЮНЕСКО, настаивавшей на выводе тюрьмы из заповедной зоны, было принято решение о её переводе в посёлок Умбаки.

## Галерея

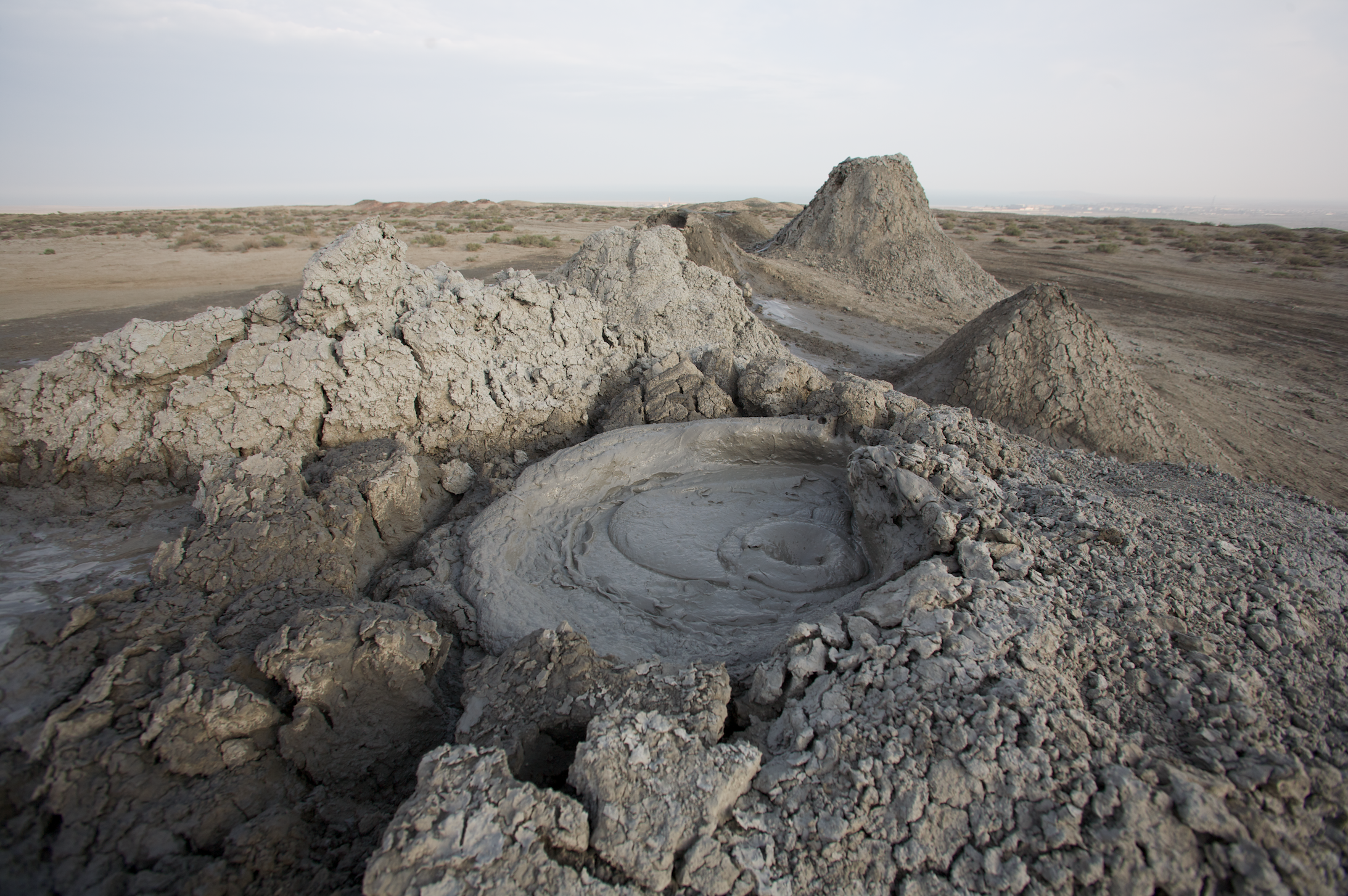
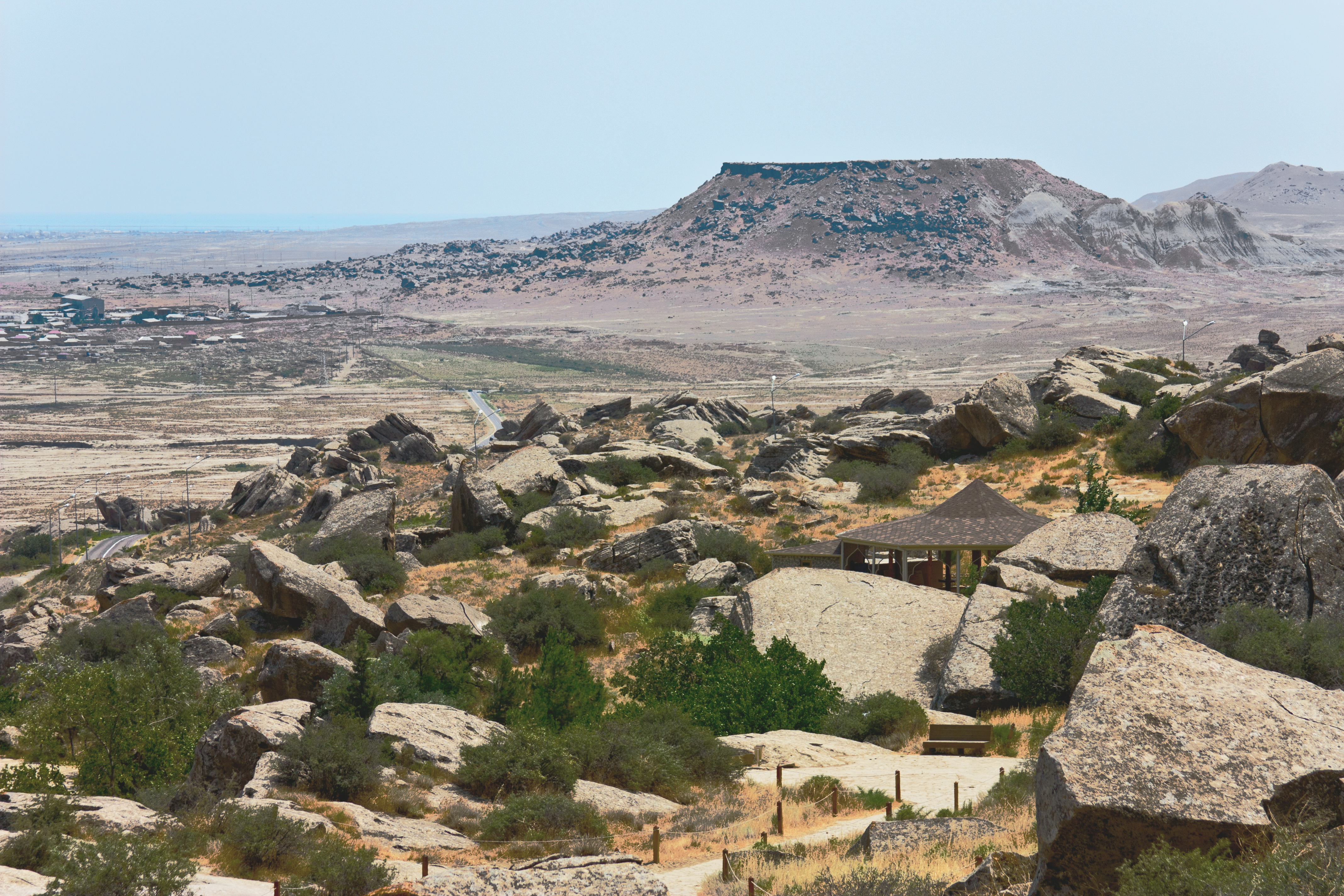
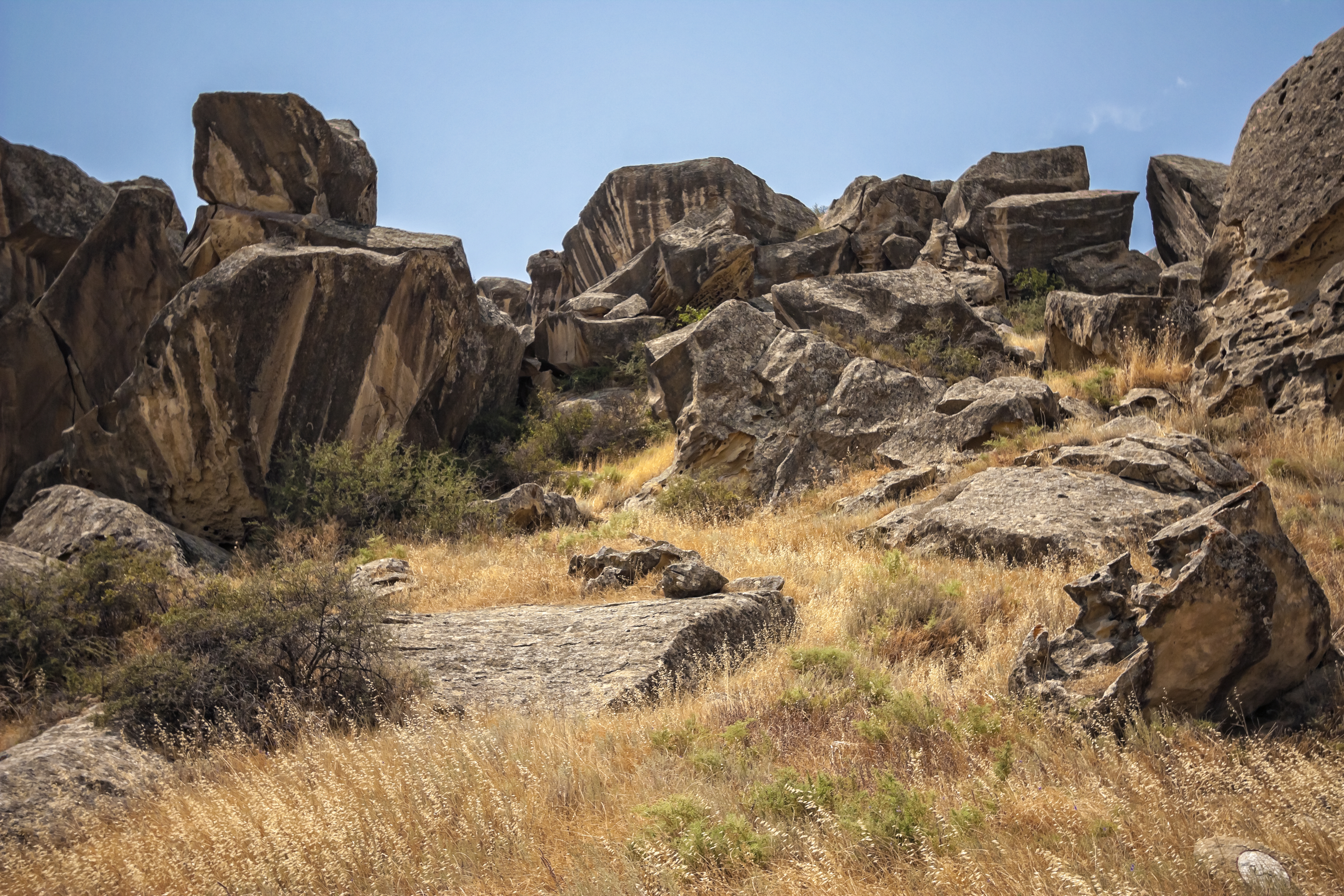